# Papež Sisinij
Sisinij, papež, * 650 Sirija (»Pravični kalifat«) † 14. februar 708, Rim, Bizantinsko cesarstvo.)

## Življenjepis
Papež Sisinij je bil se je rodil v Siriji in je bil po narodnosti Sirec. Očetu je bilo ime Janez. Bil je najbž siromašnega rodu, ker je bila njegova odkupnina za papeštvo v primeri z drugimi papeži sorazmerno zelo nizka; pri izvolitvi je prejel pa bogate darove od uglednih meščanov: iz njihovih prispevkov in darov dobrotnikov se je nabrala lepa vsota 42 funtov zlata in 310 funtov srebra. Iz tega lahko sklepamo, da on ni bil aristokratskega porekla. 
Izvoljen je bil sicer že oktobra 707, vendar je bil posvečen šele 15. januarja 708 in je tako vladal komaj slabe tri tedne. Kljub temu spada med pomembnejše papeže. Zaradi svojega odločnega značaja je na vsak način hotel zavarovati Rim pred napadi in obleganji arijancev in muslimanov. Pripravil je vse potrebno za obnovo razmajanega rimskega obzidja, ko je sredi dela omahnil. 
Čeprav ga je protin tako zdeloval, da se ni mogel sam niti hraniti, je bil res mož izredno krepkega značaja, ki je hotel storiti vse, kar se je dalo v tistih razmerah, v obrambo rimskega mesta in krščanstva. 

### Določbe
- Med maloštevilnimi dejanji je kot papež posvetil škofa na otoku Korzika.
- Določil je, naj žgejo apnenec za apno, s katerim bodo obnavljali rimske utrdbe in obzidje. [6]  Načrtovano obnovo obzidja je nadaljeval njegov drugi naslednik Gregor II..[7]
- Pripisujejo mu obrambo Rima in Cerkve zoper arijanske Langobarde in muslimanske Saracene, kakor tudi zoper nič manj nevarne vpade ravenskega eksarha.[8]

## Smrt
Papež Sisinij je pravzaprav vladal komaj dvajset dni. Ko se je lotil zaradi mnogih napadov in dolgih obleganj propadlih utrdb in obzidja, mu je nenadna smrt prekrižala načrte. 
Umrl je v Rimu 4. februarja 708 in je pokopan v stari baziliki sv. Petra v Vatikanu.